# Публий Юлий Скапула Тертул Приск
Публий Юлий Скапула Тертул Приск (на латински: Publius Iulius Scapula Tertullus Priscus) e политик и сенатор на Римската империя през края на 2 век и началото на 3 век.

## Политическа кариера
През 195 г. той е консул заедно с Квинт Тиней Клемент. През 198 г. е вероятно управител на Далмация. През 212 – 213 г. е проконсул на Африка.Тертулиан пише в ad Scapulam от 14 август 212 г. вероятно за него.
Един друг Публий Юлий Скапула Приск е суфектконсул през 192 г. заедно с Квинт Тиней Сакердот.